# Cheeseman Island
Cheeseman Island ist eine von zwei kleinen Vulkaninseln im südwestlichen Teil des Pazifischen Ozeans und gehört zu Neuseeland. Die Nachbarinsel, etwas mehr als 500 Meter entfernt und durch die Überquerung der Stella Passage zu erreichen, ist die größere von den beiden und wird Curtis Island genannt. Verwaltet werden die Inseln von den Kermadec Islands aus. Beide Inseln befinden sich auf einem etwa 500 m unter der Meeresoberfläche liegenden Bergrücken, der Kermadec Ridge.
Die Insel wurde nach Thomas Frederic Cheeseman vom Museum Auckland benannt, der beim Besuch der Inseln 1887 mit an Bord des Dampfschiffes Stella war. Die Passage zwischen Cheeseman Island und Curtis Island, die 18,3 bis maximal 24 Meter tief ist und eine starke Strömungen aufweist, wurde nach dem Schiff benannt. Bei der Reise wurden seinerzeit die beiden Inseln sowie die Kermadec Islands im Namen der britischen Krone annektiert.
Die Cheeseman Island besteht im Gegensatz zur Curtis Island aus Hartgestein, das Felsnadeln und -plattformen ausgebildet hat. Der Umkreis von 12 Seemeilen um die Insel ist Teil des vom Department of Conservation verwalteten 7450 km² großen Meeresschutzgebietes Kermadec Islands Marine Reserve. Cheeseman Island kann nur mit einer Sondergenehmigung betreten werden, die wegen des empfindlichen Ökosystems der Inseln nur Naturschützern und Forschern erteilt wird. Etwa 200 m südlich befindet sich eine kleine, ebenfalls nach Cheeseman benannte Sandbank, Cheeseman Shoal. 
Das Meer um die Inseln herum ist ein lohnendes, aber wegen ihrer abgelegenen Lage schwer zu erreichendes Ziel für Sporttaucher.